# Supercoppa italiana 2014 (pallavolo maschile)
La Supercoppa italiana di pallavolo maschile 2014 si è svolta il 14 ottobre 2014: al torneo hanno partecipato due squadre di club italiane e la vittoria finale è andata per la quarta volta all'Associazione Sportiva Volley Lube.

## Regolamento
Le squadre hanno disputato una gara unica.

## Squadre partecipanti
| Squadra  | Qualificazione                  | Ultima partecipazione    |
| -------- | ------------------------------- | ------------------------ |
| Piacenza | Vincitrice Coppa Italia 2013-14 | Supercoppa italiana 2009 |
| Lube     | Vincitrice Serie A1 2013-14     | Supercoppa italiana 2013 |

## Torneo
| 14 ottobre 2014 PalaPentassuglia, Brindisi Durata: 2h:24 - Spettatori: 3 400 | Lube | 3 - 2 | Piacenza | 25-15, 26-24, 20-25, 18-25, 15-12 |